# Przybójewo (gromada)
Przybójewo (alt. Przybojewo; od 31 XII 1959 Kuchary-Skotniki) – dawna gromada, czyli najmniejsza jednostka podziału terytorialnego Polskiej Rzeczypospolitej Ludowej w latach 1954–1972.
Gromady, z gromadzkimi radami narodowymi (GRN) jako organami władzy najniższego stopnia na wsi, funkcjonowały od reformy reorganizującej administrację wiejską przeprowadzonej jesienią 1954 do momentu ich zniesienia z dniem 1 stycznia 1973, tym samym wypierając organizację gminną w latach 1954–1972.
Gromadę Przybójewo z siedzibą GRN w Przybójewie (w obecnym brzmieniu Stare Przybojewo) utworzono – jako jedną z 8759 gromad na obszarze Polski – w powiecie płońskim w woj. warszawskim, na mocy uchwały nr VI/10/14/54 WRN w Warszawie z dnia 5 października 1954. W skład jednostki weszły obszary dotychczasowych gromad Grodziec, Karnkowo, Kuchary-Skotniki, Przybójewo, Pieścidła i Przybójewo Nowe ze zniesionej gminy Wychódź w tymże powiecie. Dla gromady ustalono 14 członków gromadzkiej rady narodowej.
31 grudnia 1959 gromadę Przybójewo zniesiono przenosząc siedzibę GRN z Przybójewa do Kuchar-Skotnik i zmieniając nazwę jednostki na gromada Kuchary-Skotniki.